# سان مارزانو دي سان جوزيبي
سان مارزانو دي سان جوزيبي (بالإيطالية: San Marzano di San Giuseppe)‏ هي بلدية في مقاطعة تارانتو في إقليم بوليا الإيطالي.

## السكان
في سنة 1861 بلغ عدد السكان 1٬771 نسمة، وتطور العدد ليصل في سنة 2011 لـ 9٬269 نسمة.
يظهر هذا المخطط البياني تطور النمو السكاني لـ سان مارزانو دي سان جوزيبي